# 中国共产党黑龙江省委员会
中国共产党黑龙江省委员会，简称中共黑龙江省委，是中国共产党在黑龙江省的领导机关，成立于1952年5月，由中国共产党黑龙江省代表大会选举产生。在代表大会闭会期间，执行中国共产党中央委员会的指示和中国共产党黑龙江省代表大会的决议，领导黑龙江省的党务工作，并定期向中国共产党中央委员会报告工作。目前，许勤担任该委员会书记，梁惠玲、刘惠担任该委员会副书记。

## 职责
根据《中国共产党地方委员会工作条例》，中国共产党地方委员会主要实行政治、思想和组织领导，承担下列职能：
1. 对本地区重大问题作出决策。
2. 通过法定程序使党组织的主张成为地方性法规、地方政府规章或者其他政令。
3. 加强对本地区宣传思想文化工作的领导，牢牢掌握意识形态工作领导权、话语权。
4. 按照干部管理权限任免和管理干部，向地方国家机关、政协组织、人民团体、国有企事业单位等推荐重要干部。
5. 支持和保证人大、政府、政协、法院、检察院、人民团体等依法依章程独立负责、协调一致地开展工作，发挥这些组织中党组的领导核心作用。
6. 加强对本地区群团工作和统一战线工作的领导。
7. 动员、组织所属党组织和广大党员，团结带领群众实现党的目标任务。

## 机构设置
根据《黑龙江省机构改革方案》，中国共产党黑龙江省委员会设置工作机关13个，相关职能办公室2个，工作机关管理的机关3个。中共黑龙江省委设置下列机构：
- 中共黑龙江省委办公厅

### 职能部门
- 中共黑龙江省委组织部
- 中共黑龙江省委宣传部
- 中共黑龙江省委统一战线工作部
- 中共黑龙江省委政法委员会
- 中共黑龙江省委外事工作委员会办公室
- 中共黑龙江省委财经工作委员会办公室

（省委组织部挂非公有制经济组织和社会组织工作委员会、省公务员局牌子。省委宣传部挂省精神文明建设指导委员会办公室、省人民政府新闻办公室、省新闻出版局（省版权局）牌子。省委统一战线工作部挂省人民政府侨务办公室牌子。）

### 办事机构
- 中共黑龙江省委政策研究室
- 中共黑龙江省委网络安全和信息化委员会办公室
- 中共黑龙江省委机构编制委员会办公室
- 中共黑龙江省委军民融合发展委员会办公室
- 中共黑龙江省委信访局
- 中共黑龙江省委巡视工作领导小组办公室
- 中共黑龙江省委老干部局

（省委全面深化改革委员会办公室设在省委财经委员会办公室。省委国家安全委员会办公室设在省委办公厅。省委全面依法治省委员会办公室设在省司法厅。省委外事工作委员会办公室设在省人民政府外事办公室。省委军民融合发展委员会办公室挂省国防科技工业办公室牌子。省委审计委员会办公室设在省审计厅。省委教育工作领导小组秘书组设在省教育厅。省委农村工作领导小组办公室设在省农业农村厅。网络安全和信息化委员会办公室挂省互联网信息办公室牌子。）

### 派出机关
- 中共黑龙江省委直属机关工作委员会

（省委教育工作委员会与省教育厅合署办公，不计入机构限额。）

### 直属事业单位
- 中共黑龙江省委党校
- 《黑龙江日报》社
- 中共黑龙江省委史志研究室
- 中共黑龙江省委奋斗杂志社
- 黑龙江省档案馆

（省委党校挂黑龙江行政学院、省社会主义学院牌子。省档案馆挂省档案局牌子。）

### 工作机关管理的机关
- 中共黑龙江省委机要局，由省委办公厅管理。
- 中共黑龙江省委保密委员会办公室，由省委办公厅管理。
- 中共黑龙江省委台湾工作办公室，由省委统战部管理。

（省委机要局挂省国家密码管理局牌子。省委保密委员会办公室挂省国家保密局牌子。台湾工作办公室挂省人民政府台湾事务办公室牌子。）

## 组成人员
历届省委书记（或主要负责人）
- 张启龙（1949年5月—1950年3月）
- 赵德尊（1950年3月—1953年4月）
- 冯纪新（1953年4月—1954年7月）
- 欧阳钦（1954年7月—1965年10月）
- 潘复生（1965年10月—1971年6月）
- 汪家道（1971年8月—1974年12月）
- 刘光涛（1977年2月—1977年12月）
- 杨易辰（1977年12月—1983年2月）
- 李力安（1983年7月—1985年10月）
- 孙维本（1985年10月—1994年4月）
- 岳岐峰（1994年4月—1997年7月）
- 徐有芳（1997年7月—2003年3月）
- 宋法棠（2003年3月—2005年12月）
- 钱运录（2005年12月—2008年4月）
- 吉炳軒（2008年4月—2013年3月）
- 王宪魁（2013年3月—2017年4月）
- 張庆伟（2017年4月—2021年10月）
- 许　勤（2021年10月—）

第十一届省委（2012年5月—2017年4月）
- 书记：吉炳轩（—2013年3月）、王宪魁（2013年3月—2017年4月）、张庆伟（2017年3月—）
- 副书记：王宪魁（—2013年3月）、杜家豪（—2013年5月）、陆昊（2013年3月—）、陈润儿（2013年4月—2016年3月）、黄建盛（2016年5月—）
- 常务委员：吉炳轩（—2013年3月）、王宪魁（—2017年4月）、杜家豪（—2013年5月）、刘国中（—2013年10月）、黄建盛、徐泽洲（—2014年7月）、张效廉、韩学键（—2014年12月，因严重违纪被查）、马学义（—2015年10月）、林铎（—2014年8月）、杨东奇（—2016年2月）、夏杰（女，回族，—2012年7月）、郝会龙（—2017年4月）、陆昊（2013年3月—）、陈润儿（2013年4月—2016年3月）、赵敏（女，2013年8月—2016年7月）、李海涛（2013年12月—）、陈海波（2014年12月—）、杨汭（2014年8月—2016年11月）、李雷（2016年1月—）、王常松（2016年6月—）、甘荣坤（2016年7月—）、孙尧（2016年7月—）、王爱文（2016年11月—）、张雨浦（2016年12月—）、张庆伟（2017年3月—）

第十二届省委（2017年5月—2022年5月）
- 书记：张庆伟（—2021年10月）、许勤（2021年10月—）
- 副书记：陆昊（—2018年3月）、陈海波（—2022年4月）、王文涛（2018年3月—2020年12月）、胡昌升（2021年1月—）、王志军（2022年4月—）
- 常务委员：张庆伟（—2021年10月）、陆昊（—2018年3月）、陈海波（—2022年4月）、张效廉（—2018年11月）、王常松（—2020年3月）、李海涛、孙尧（—2017年6月）、甘荣坤（—2019年9月）、王爱文（—2019年4月）、张雨浦（—2021年8月）、王兆力（—2022年4月）、贾玉梅（女）、李雷（2018年1月—2018年11月）、杜和平（2018年1月—2019年10月）、王文涛（2018年3月—2020年12月）、傅永国（2019年1月—2021年9月）、王永康（2019年2月—2022年4月）、陈安丽（女，2019年6月—2021年4月）、张安顺（2019年12月—）、聂云凌（2019年12月—）、张巍（2020年3月—）、胡昌升（2021年1月—）、沈莹（女，2021年5月—）、康建国（2021年9月—）、许勤（2021年10月—）、徐建国（2021年10月—）、王一新（2022年3月—）、何良军（2022年3月—）、王志军（2022年4月—）

第十三届省委（2022年5月至今）
- 书记：许勤
- 副书记：胡昌升（—2022年12月）、王志军（—2023年7月）、梁惠玲（女，2022年12月—）、张安顺（2023年12月—2025年8月）、刘惠（2025年8月—）
- 常务委员：许勤、胡昌升（—2022年12月）、王志军（—2023年7月）、张安顺、张巍（—2023年12月）、沈莹（女，—2022年12月）、徐建国、王一新（—2023年12月）、杨博、李玉刚（—2022年9月）、何良军（—2025年7月）、洪涛、赵忠（2022年11月—）、梁惠玲（女，2022年12月—）、刘惠（2022年12月—）、陈少波（2024年1月—）、边学文（2024年3月—）、徐向国（2024年6月—）